# Hassan Hakmoun
Hassan Hakmoun (în limba arabă: حسن حكمون) (n. 16 septembrie 1963 în Marrakech, Maroc) este un muzician gnaoua marocan, stabilit la Los Angeles, Statele Unite ale Americii. Începând cu anii 1990, el a fost influențat de muzicieni ca de exemplu Adam Rudolph și Don Cherry. El aliază muzica jazz și muzica gnaoua, incluzând ritmuri electronice.

## Biografia
Hassan Hakmoun s-a născut în anul 1963, într-o familie de muzicieni din Marrakech, în Maroc. La vârsta de șapte ani, a fost inițiat în ritualurile, arta și folclorul tradiționale ale gnaoua. Populația gnaoua este fără îndoială urmașa foștilor sclavi aduși din Africa Neagră, în teritorii din Africa de Nord (Maroc, o parte din Algeria, Tunisia). Ea este organizată în frății religioase. 

## Discografie
- 2002 :The Gift, Triloka/Razor & Tie
- 2000 :Gift of the Gnawa avec Adam Rudolph (Martie 2000)
- 1998 :Life Around the World, Alula Records
- 1998 :VA-World Traditions, MUSIC OF THE WORLD—CITY HALL
- 1998 :VA-Global Voices Box Set, MUSIC OF THE WORLD—CITY HALL
- 1998 :VA-African Heartbeat: African Heartbeat, Shanachie Records
- 1997 :Jamshied Sharifi : Prayer For Soul Of Layla, Alula Records
- 1997 :Richard Horowitz/Deyhim : Majoun, SONY
- 1995 :VA-Week Or Two In The Real World, EMD/REAL WORLD
- 1995 :The Fire Within, MUSIC OF THE WORLD (CITY HALL)
- 1993 :Trance avec Zahar (Real World n°38)
- 1992 :Kronos Quartet : Pieces of Africa
- 1991 :Gift Of The Gnawa, Flying Fish
- 1990 :Zahar, Knitting Factory Records